# Station Lunden
Het Station Lunden is een halte in Lunden in de gemeente Aurland. De halte ligt aan Flåmsbana. Het station werd gebouwd in 1941.